# Siayan
Siayan là một đô thị cấp hai ở tỉnhZamboanga del Norte, Philippines. Theo điều tra dân số năm 2000, đô thị này có dân số 33.074 người trong 6.086 hộ.

## Các đơn vị hành chính
Siayan, về mặt hành chính, được chia thành 22 khu phố (barangay).
| - Balok - Balunokan - Datagan - Denoyan - Diongan - Domogok - Dumpilas - Gonayen - Guibo - Gunyan - Litolet | - Macasing - Mangilay - Moyo - Muñoz - Pange - Paranglumba (Pob.) - Polayo - Sayaw - Seriac - Siayan Proper (Pob.) - Soguilon |